# Kalonzo Musyoka

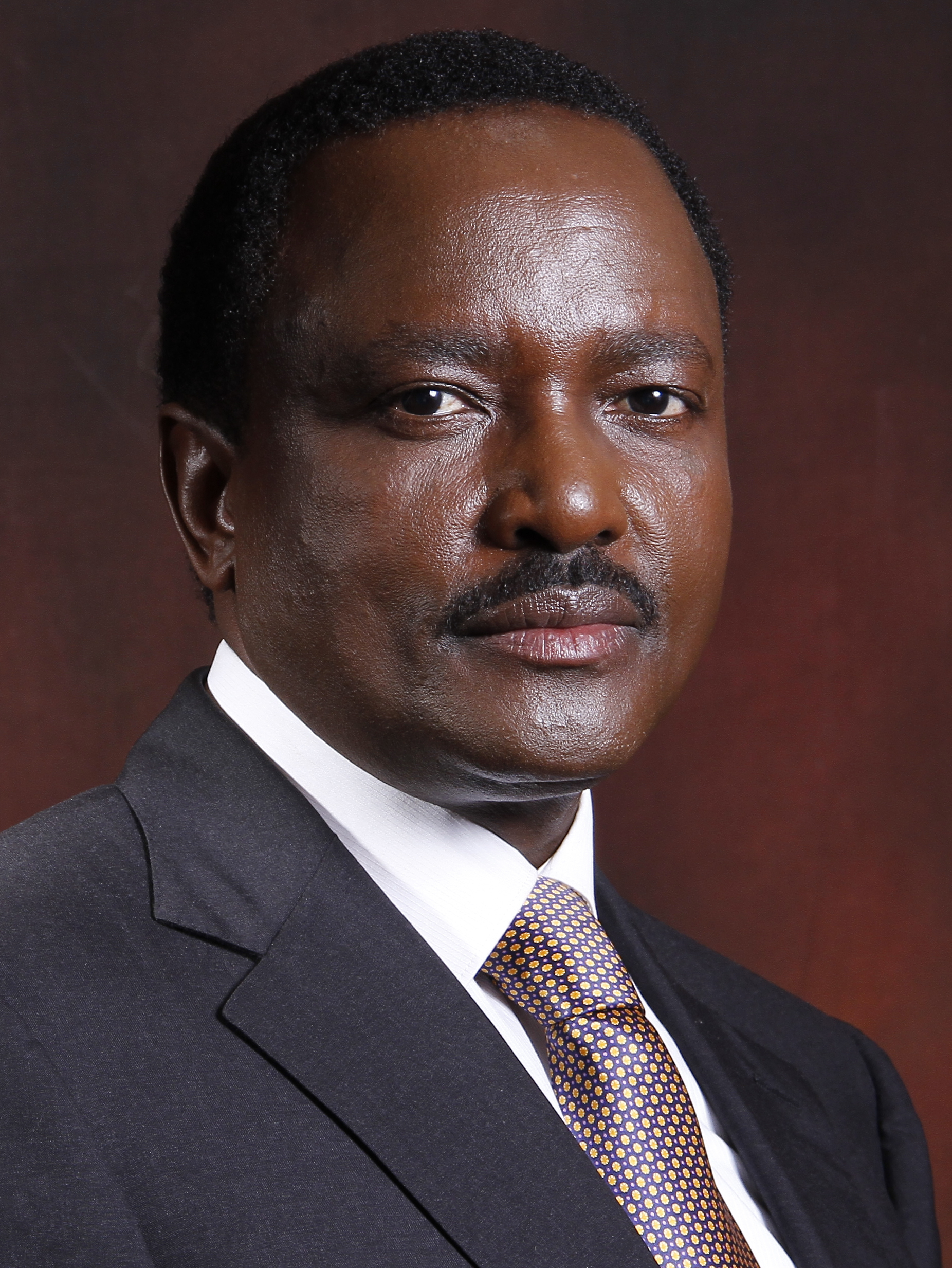
Kalonzo Musyoka

Kalonzo Stephen Musyoka (* 24. Dezember 1953 im Dorf Tseikuru, Eastern-Provinz) ist ein kenianischer Politiker. Er war für die Kenya African National Union (KANU) kenianischer Außenminister von 1993 bis 1998, danach Erziehungs- und Tourismusminister und von Dezember 2007 bis April 2013 Vizepräsident seines Landes.
Im Konflikt um die Nominierung Uhuru Kenyattas als Nachfolger von Präsident Daniel arap Moi trennte sich Musyoka vor der Wahl im Jahre 2002 von der KANU und schloss sich mit weiteren KANU-Rebellen der Liberaldemokratischen Partei an, die dann gemeinsam mit der Demokratischen Partei (DP) und mehreren kleineren Parteien das Oppositionsbündnis der National Rainbow Coalition begründete, das Mwai Kibaki (DP) als Präsidentschaftskandidaten aufstellte und aus Wahl 2002 als Sieger hervorging.
In der ersten Kibaki-Regierung übernahm Musyoka wieder das Außenministerium. Die ersten Koalitionsquerelen hatten 2004 eine Kabinettsumbildung zur Folge, bei der ihm das weniger einflussreiche Ministerium für Umwelt und Bodenschätze übertragen wurde.
Nach dem Verfassungsreferendum im Jahr 2005 verlor er sein Regierungsamt und ging mit den Abgeordneten der LDP in die Opposition. Hier wirkte er am Aufbau des Orange Democratic Movement (ODM) mit, das sich dann vor der Wahl 2007 spaltete.
Musyoka führte mit dem ODM-Kenya die kleinere der beiden aus der Spaltung hervorgegangenen Gruppierungen und wurde von ihr zum Präsidentschaftskandidaten nominiert. Er erhielt knapp 10 % der Stimmen.
Seine Partei gewann bei den Parlamentswahlen 15 Sitze, darunter 13 der insgesamt 17 Sitze des Kambalandes, was die ODM-Kenya zu einer wichtigen Regionalpartei macht.
Kalonzo ist Eigentümer der Hotelanlage "Mwingi Hotel Cottage" im Bezirk Mwingi.